# Tamra

32° 51′ 12,563053047151″ N, 35° 11′ 52,360382080078″ L
Tamra (em árabe: طمرة, em hebraico:  טַמְרָה ou תַמְרָה) é uma cidade árabe-israelita no distrito Norte de Israel localizada na Baixa Galileia a 5 quilómetros a norte da cidade de Shefa-'Amr e aproximadamente 20 quilómetros a leste de Acre. O nome Tamra significa tamareira em árabe. É um nome de cidade muito comum em todo o mundo árabe.